# Kanō Naizen

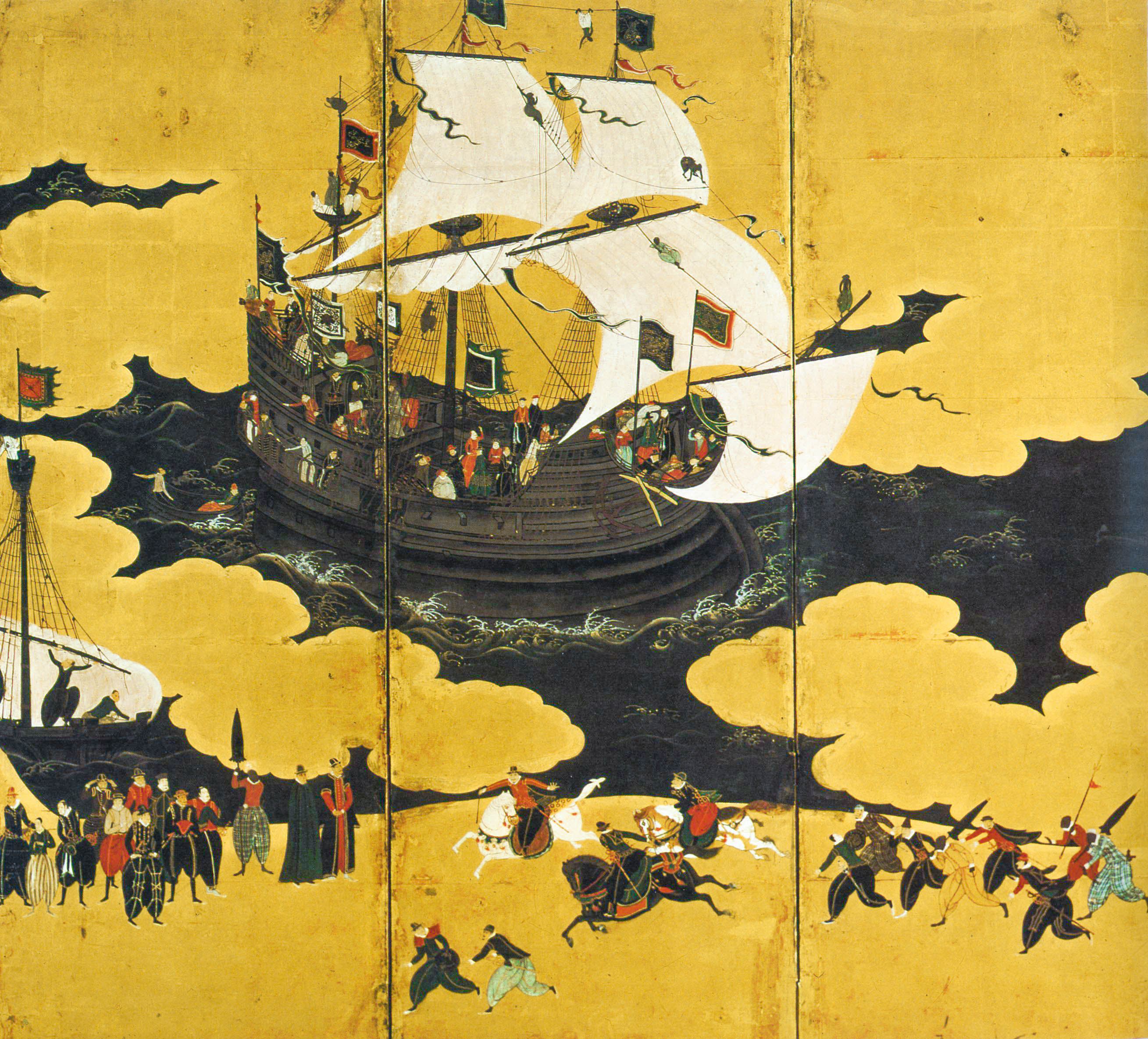
Namban-Stellschirm (Ausschnitt)

Kanō Naizen (japanisch 狩野 内膳, eigentliche Vornamen Shigesato (重郷), Shigenobu (重信), Rufname Kyūzō (久蔵); geb. 1570; gest. 18. Mai 1616) war ein japanischer Maler der Kanō-Schule während der Azuchi-Momoyama- und frühen Edo-Zeit.

## Leben und Werk
Kanō Naizen war Schüler von Kanō Shōei, wurde dann von der Kanō-Familie adoptiert. Während der Keichō-Zeit (1596–1614) war er tätig für die mächtige Toyotomi-Familie. Als 1604 zur siebten Wiederkehr des Todes des militärischen Führers Toyotomi Hideyoshi eine aufwändige Zeremonie veranstaltet wurde, hielt Naizen dieses Ereignis auf zwei Stellschirmen fest. Dieses Stellschirm-Paar, genannt „Das Fest am Hōkoku-Schrein“ (豊国祭礼図屏風, Hōkoku sairei byōbu), das als sein bestes Werk angesehen wird, befindet sich heute im Besitz Hōkoku-Schreins.
Von Naizen stammen weitere Stellschirm-Paare, die die „südlichen Barbaren“ (南蛮, Namban), ein Spitzname, den man den in Japan auftauchenden Europäern gegeben hatte, bei ihrer Landung in Nagasaki darstellen. – Naizen scheint sich generell auf die Genre-Malerei spezialisiert zu haben. 
Sein Sohn Ikkei Shigeyoshi (狩野一渓重良; 1599–1662) war ebenfalls als Maler tätig, war auch unter dem Namen Naizen bekannt. – Er stellte die früheste Sammlung von Künstlerbiografien in Japan zusammen, das Tansei jakuboku-shū (丹青若木集).

## Bilder

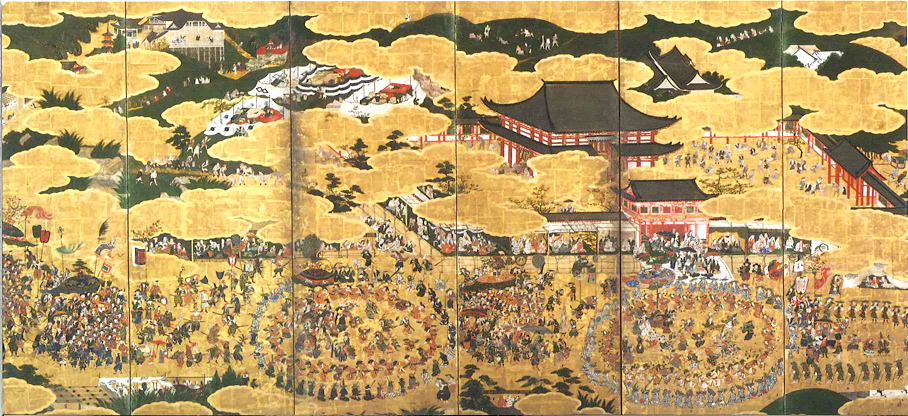
Hōkoku-Fest, links
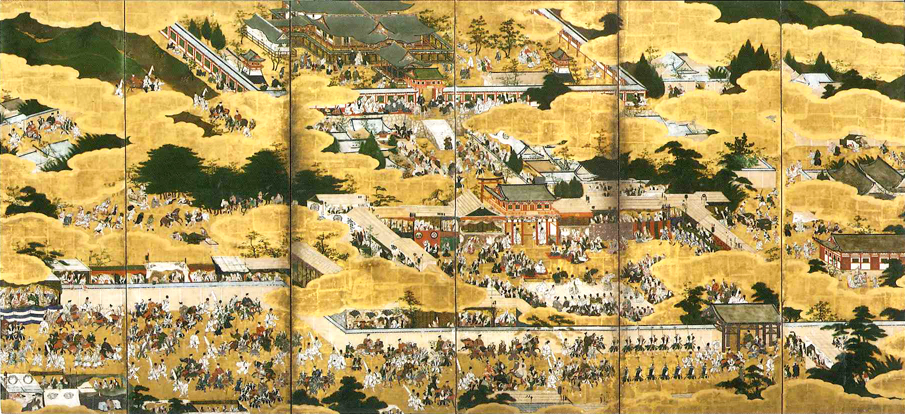
Hōkoku-Fest, rechts
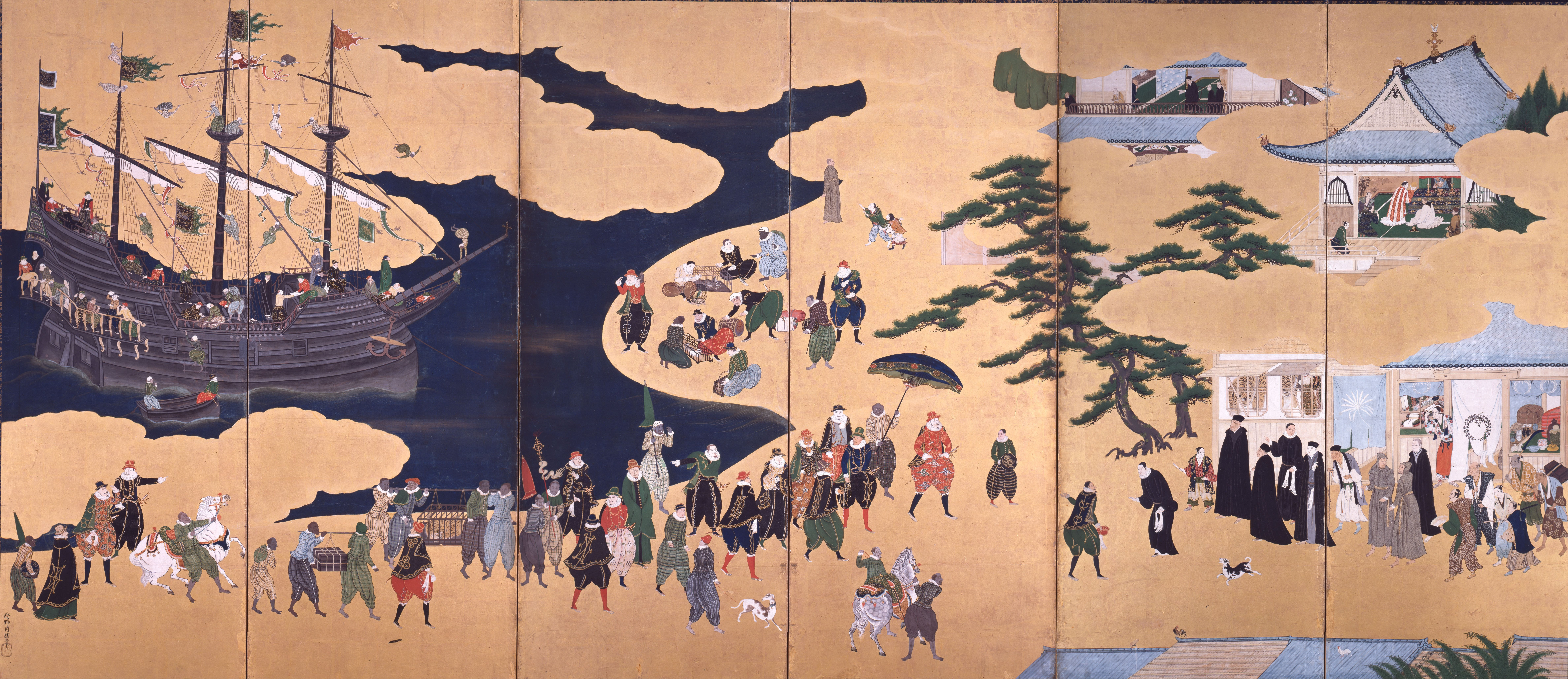
Namban-Stellschirm, rechts